# Pharos (eiland)

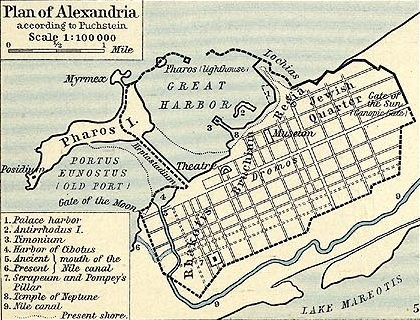
Kaart van Alexandrië met het eiland Pharos

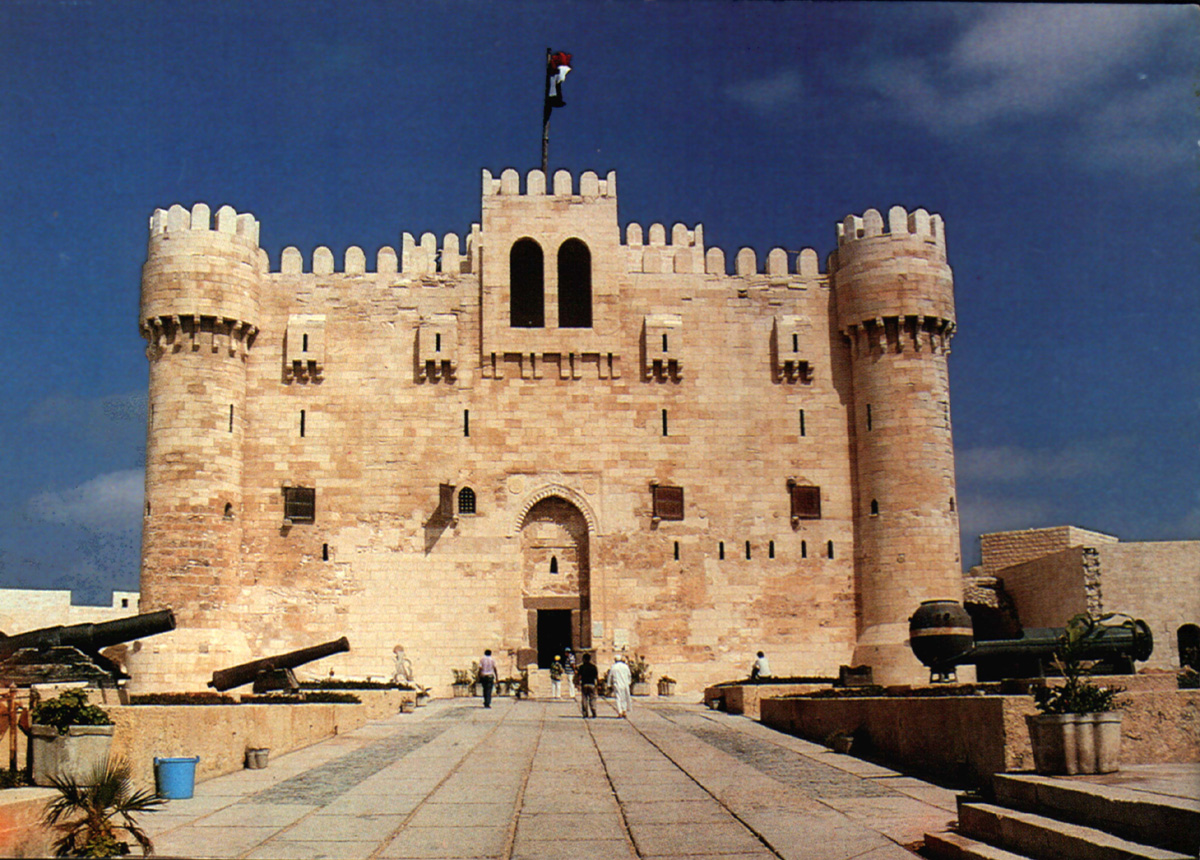
De citadel van Qa'it Bay

Pharos is een voormalig eilandje voor de kust van Alexandrië. Op het eilandje stond in de oudheid de Pharos van Alexandrië, een vuurtoren die als een van de zeven wereldwonderen beschouwd werd. Door de aanslibbing vanuit de Nijl is het eilandje een schiereiland geworden.
De vuurtoren op het eilandje werd rond 283 v.Chr. gebouwd en gaf de naam aan het eilandje. Hij werd door een aardbeving  in 1375 gedeeltelijk verwoest. De ruïne bleef lange tijd staan. 
Tijdens de regeerperiode van sultan Al-Ashraf Sayf al-Din Qa'it Bay werd er in 1477 een groot fort gebouwd. Voor de bouw van deze citadel werden stenen van de oude vuurtoren gebruikt. In het fort was ook een moskee met de oudste minaret van Alexandrië. Het fort moest Alexandrië tegen de Turken beschermen maar uiteindelijk hebben de Ottomanen het veroverd. Eind 18e eeuw veroverden de Fransen het fort. Zij troffen nog allemaal oude wapens aan uit de tijd van de kruistochten.
Toen Mohammed Ali heerser van Egypte was, werd de citadel gerestaureerd, maar in 1882 werd hij getroffen door Britse bommen en daarbij werd onder meer de oude minaret vernield.  Na de Tweede Wereldoorlog werd de citadel gerestaureerd en als museum geopend. Jarenlang was het alleen als bouwwerk te bezichtigen, nu is er ook het scheepvaartmuseum gevestigd. Er is ook een collectie Ottomaanse wapens.